# Bornylacetát
Bornylacetát je chemická sloučenina, jejíž sumární vzorec je C12H20O2 a jejíž molekulová hmotnost je 196,29 g/mol. Je to bornylester kyseliny octové. Používá se jako potravinářská přísada, ochucovadlo a aromatizující látka.
Je složkou silice z jehličí borovice (z čeledi Pinaceae ) a především on je odpovědný za její vůni.